# 班克斯 (堪薩斯州)
班克斯（英語：Banks）是位於美國堪薩斯州奧斯伯恩縣的一個鬼鎮。

## 歷史
班克斯的郵政局於1880年設立，直到1888年結束營運。現時班克斯沒有任何遺址存在。

## 地理
班克斯所處的海拔為高於海平面579米（即1900英呎），而該地所採用的時區為UTC-6，即北美中部時區（CST）。同時該地設有夏令時間，為UTC-6調快一小時，即UTC-5（CDT）。